# Slovenska cesta, Ljubljana
Slovenska cesta je ime glavne ceste v strogem centru Ljubljane. Pri vožnji proti severu se cesta od križišča s Tivolsko cesto preimenuje v Dunajsko cesto.

## Zgodovina trase
Položaj trase je od bivših severnih vrat rimske naselbine Emona (na robu Kongresnega trga) proti severu praktično nespremenjen.

## Nekdanja imena
Slovensko cesto so v zgodovini večkrat preimenovali. Sprva se je imenovala Dunajska cesta, nato Tyrševa cesta, nato Bleiweisova cesta, znova Tyrševa cesta, Šelenburgova ulica, po drugi svetovni vojni Dunajska in Ciril-Metodova cesta ter Kardeljeva ulica, od leta 1954 Titova cesta in končno od leta 1991 Slovenska cesta.
V Ljubljani sta se v preteklosti imenovali Slovenska cesta oziroma ulica še dve manjši ulici. V Spodnji Šiški je do leta 1923 obstajala Slovenska cesta, ki je bila takrat preimenovana v Alešovčevo ulico. Druga ulica leži v Novih Jaršah in je bila ob preimenovanju dela Titove ceste v središču mesta v Slovensko cesto preimenovana v Staro slovensko ulico, kot se imenuje še danes.

## Današnja cesta (center)
V Ljubljani je bila Slovenska cesta ponovno uvedena leta 1991, ko je bila po osamosvojitvi Slovenije dotedanja Titova cesta razdeljena in preimenovana v Dunajsko in Slovensko cesto.
Danes je ena izmed najbolj znanih in prometnih cest v Ljubljani.
Leta 1993 je bil del Slovenske ceste v sklopu širšega zavarovanja območja med Aškerčevo, Tivolsko in Slovensko cesto razglašen za spomenik naravne in kulturne dediščine.
V sklopu Evropskega tedna mobilnosti je bila Slovenska cesta na območju med Gosposvetsko in Šubičevo en teden v septembru vsako leto zaprta za ves promet, z izjemo mestnega potniškega prometa in taksije. Po koncu tedna mobilnosti 22. septembra 2013 je to območje ostalo trajno zaprto. Po načrtu občine bo cesta leta 2014 prenovljena s širšimi pločniki in pasovi za kolesarje, linijama za javni potniški promet, ki ne bosta strogo ločeni od prostora za pešce in kolesarje, ter elektronsko kontrolo dostopa. Do takrat velja začasna prometna ureditev z zaprtima dvema pasovoma.

## Urbanizem
Danes Slovenska cesta poteka od križišča z Aškerčevo, Barjansko in Zoisovo cesto do križišča s Tivolsko, z Dunajsko cesto in s Trgom OF.
Na cesto se (od juga proti severu) povezujejo: Rimska, Gregorčičeva, Gradišče, Erjavčeva, Josipine Turnograjske, Kongresni trg, Šubičeva, Tomšičeva (trenutno je onemogočen prevoz), Čopova, Cankarjeva (trenutno je onemogočen prevoz),  Nazorjeva (trenutno je onemogočen prevoz), Štefanova (trenutno je onemogočen prevoz), Puharjeva (trenutno je onemogočen prevoz), Dalmatinova, Gosposvetska, Tavčarjeva, Trdinova in Dvoržakova.

## Javni potniški promet
Po Slovenski cesti potekajo trase večine mestnih avtobusnih linij (1, 1B, 1D, N1, 2, 3, 3B, N3, N3B, 5, N5, 6, 6B, 7, 7L, 8, 8B, 9, 11, 11B, 13, 14, 18, 18L, 19B, 19I, 20, 20Z, 25, 27, 27B in 27K) ter integrirane linije (3G, 51 in 56), ki vozijo skozi center mesta. Potnikom je tako omogočen dostop do večine ljubljanskih naselij.

### Postajališča MPP
| postajališče                   | št. linije                                                                                                   |
| ------------------------------ | --- |
| 600012 Bavarski dvor (Kozolec) | N1, N1B, 2, N3, N3B, 3G, N5, 6, 6B, 7, 7L, 8, 9, 11, 11B, 13, 14, 18, 18L, 19B, 19I, 20, 20Z, 25, 27, 51, 56 |
| 600022 Ajdovščina              | 1, 1B,2, 3, 3B, N3, N3B, 3G, 6, 6B, 9, 11, 11B, 14, 18, 18L, 19B, 19I, 27                                    |
| 601012 Konzorcij               | 1, 1B, 2, 3, 3B, N3, N3B, 3G, 6, 6B, 9, 11, 11B, 14, 18, 18L, 19B, 19I, 27                                   |
| 602022 Drama                   | 1, 1B, 2, 3, 3B, N3, N3B, 3G, 6, 6B, 9, 11, 11B, 19B, 19I, 27                                                |

| postajališče                   | št. linije                                                                                               |
| ------------------------------ | --- |
| 602021 Drama                   | 1, 1B, N1B, 2, 3, 3B, N3, N3B, 3G, 6, 6B, 9, 11, 11B, 19B, 19I, 27                                       |
| 601011 Pošta                   | 1, 1B, N1B, 2, 3, 3B, N3, N3B, 3G, 6, 6B, 9, 11, 11B, 14, 18, 18L, 19B, 19I, 27                          |
| 600021 Ajdovščina              | 1, 1B, N1B, 2, 3, 3B, N3, N3B, 3G, 6, 6B, 9, 11, 11B, 14, 18, 18L, 19B, 19I, 27                          |
| 600011 Bavarski dvor (Korabar) | 2, 3G, N5, 6, 6B, 7, 7L, 8, 8B, 9, 11, 11B, 13, 14, 18, 18L, 19B, 19I, 20, 20Z, 25, 27, 27B, 27K, 51, 56 |